# شو جیایو
شو جیایو (徐嘉余؛ زادهٔ ۱۹ اوت ۱۹۹۵) یک شناگر اهل جمهوری خلق چین است.
وی در مسابقات کشوری و بین‌المللی در مجموع برنده ۱ مدال طلا، ۳ مدال نقره، ۱ مدال برنز شده‌است.